# マークス&スペンサー
マークス&スペンサー（Marks & Spencer, 略称：M&S）は、プライベートブランド (PB) の衣料品・靴・ギフト商品・家庭用雑貨・食品などを販売するイギリスの小売事業者。イギリス国内に300店以上を展開するほか、約30か国にフランチャイズ店を持つ。

## 歴史
ロシア帝国のユダヤ人迫害から逃れるためイギリスへ移民してきたポーランド系ユダヤ人露天商マイケル・マークスと、イギリス人のトマス・スペンサーの2人が1894年にリーズで開業した。
1905年にスペンサーが、1907年にはマイケル・マークスが相次いで死去したが、マイケルの長男初代マークス男爵サイモン・マークスが事業を継承し、義兄弟シーフ男爵イスラエル・シーフと共同して巨大チェーンストアに成長させた。1926年には株式会社となり、1930年、本店をロンドンのマーブル・アーチ近くに開いた。
1964年にサイモン・マークスが死去後、マークス家の親族シーフ家が経営を見たが、1983年にレイナー男爵デリック・レイナーが社長となってから同族経営は終わった。
1999年、オンラインショッピングができる“マークス&スペンサーウェブサイト”を開設。

## 特徴

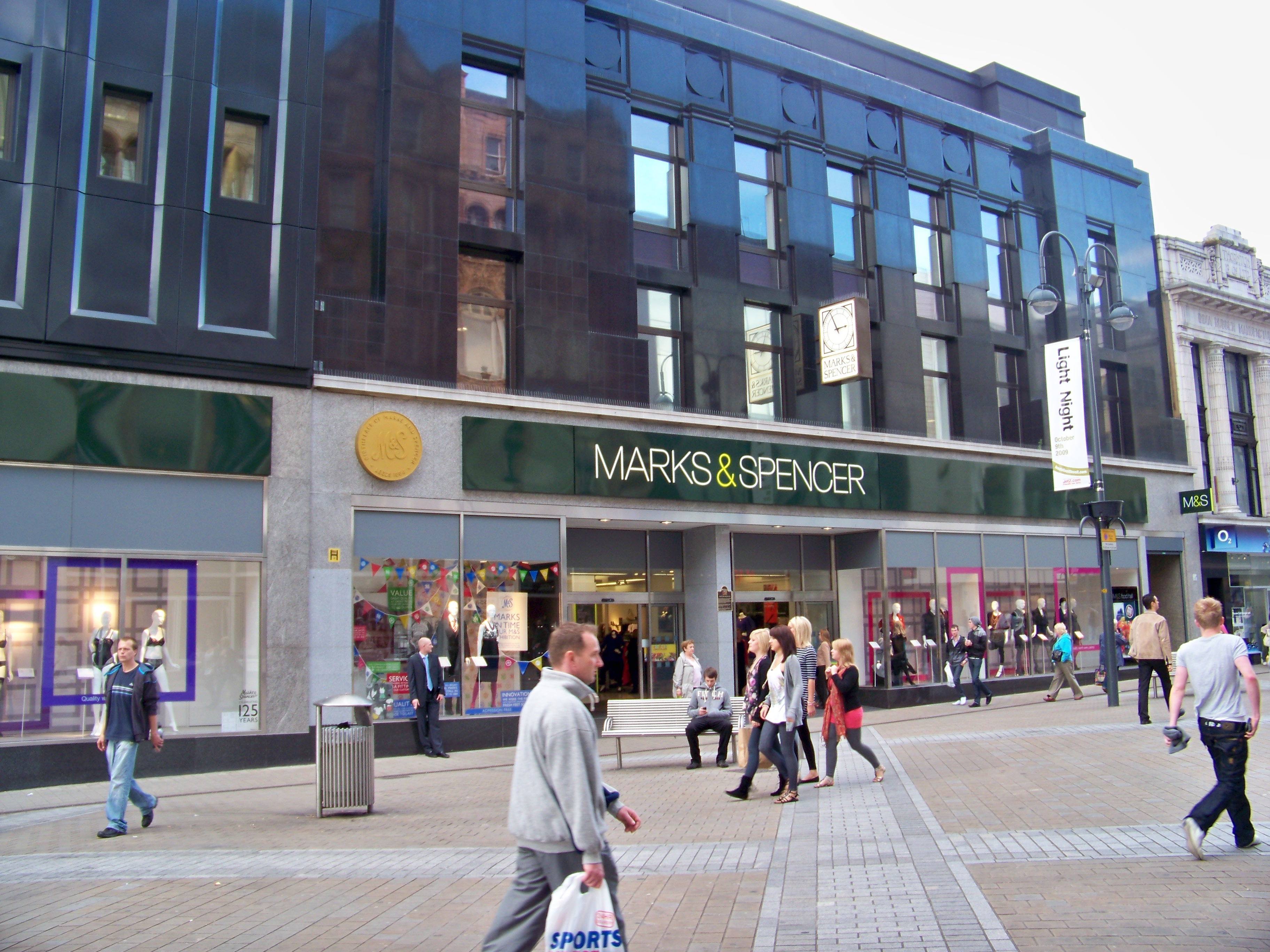
リーズ市内最大規模のBriggate店

マークス&スペンサーは早い段階からICタグを取り入れた商品管理を行っていた。下げ札式の電子タグを利用し、商品が売れたらその場でタグをちぎり取る。このICタグを利用することによって今どういう品物が売れているのかを豊富なバリエーションの中から把握できる。
2005年頃から始まり、今では全店舗にシステムが取り入れられている。このシステムは富士通のものである。

## 批判・事件
イスラエル（シオニズム）支援企業のひとつであるとしてパレスチナを支援するムスリムや国内外の左翼グループなどから批判されており、店舗に「アパルトヘイトを支援するな」などと落書きされる事件も起きている。マークス&スペンサー側は公式なコメントとして「我々は特定の政党や国を支援したり、献金を受けたりすることはない」としている。
これに関連して、1973年にロンドンでM&S社社長が暗殺未遂される事件が発生した。これには共産主義思想を持つ国際テロリストであるカルロス・ザ・ジャッカルが関与していた。

## マークス&スペンサーを扱った作品
- ドキュメンタリーTV番組『一流企業:華麗なる失策事例』シリーズ 第3回（ディスカバリーチャンネル）